# 智暹
智暹（ちせん、1702年（元禄15年） - 1768年6月28日（明和5年5月14日））は、江戸時代中期の浄土真宗本願寺派の僧。明和の法論を引き起こした。播南轍（学派）の祖。

## 概要
播磨国出身。若霖に師事し、播磨真浄寺の住職となる。智暹は、西本願寺学林4世能化・法霖の跡を継ぐことを有力視されていたが適わず、同職には義教が就任した。

### 明和の法論
1764年（明和元年）に『浄土真宗本尊義』を著し、学林で正統とされていた『方便法身義』（法霖の著）の本尊論を批判したことで、1767年（明和4年）に功存や智洞ら本山の学林との間に明和の法論を起こしたが、西本願寺第17世門主・法如の裁定により敗北し、『浄土真宗本尊義』は本山から発禁を命じられた。1768年6月28日（明和5年5月14日）、67歳で死去した。

### 没後
発禁された『浄土真宗本尊義』は没後『略述法身義』と改題して再刊を許された。